# Teatro Cumandá
El Teatro Cumandá fue uno de los teatros tradicionales de Quito. Fue construido en 1933 por el arquitecto Augusto Ridder. Está ubicado en el extremo sur del Centro Histórico de Quito, sobre la Av. Maldonado, a unos cuantos pasos de la parada del trolebús Cumandá.
Como ocurre con otras edificaciones de la zona, este teatro toma su nombre de la conocida novela Cumandá o Un drama entre salvajes del escritor ambateño Juan León Mera.

## Historia
En los años 1930s se construyó en Quito una serie de salas de espectáculos, como parte de una sostenida tendencia de modernización en la ciudad. Es así como se contrató al arquitecto Augusto Ridder para la construcción del Teatro Cumandá, en lo que entonces era el extremo sur de Quito
Este arquitecto, quien había nacido en la región de Wesfalia en 1885 y llegado al Ecuador en 1909, ya había participado en la construcción de otras importantes obras de la ciudad como el Palacio del Correo (actual Palacio de la Vicepresidencia del Ecuador) en 1927 o el Teatro Bolívar en 1933.
Con el paso del tiempo el teatro perdió su uso original, siendo ocupado incluso por una iglesia.
Un incendio en 2017 afectó el techo de la edificación.

## Características
Fue un teatro con un aforo de menos de 1000 personas.
La estructura general del edificio es de hormigón armado y ladrillo. La planta baja es de piedra y sobre esta descansa una marquesina de hierro.